# Dylda
Dylda (russisk: Дылда) er en russisk spillefilm fra 2019 af Kantemir Balagov.

## Medvirkende
- Viktorija Mirosjnitjenko som Ija Sergejevna
- Vasilisa Perelygina som Masja
- Andrej Bykov som Nikolaj Ivanovitj
- Igor Sjirokov som Sasja
- Konstantin Balakirev som Stepan